# Chariesthes rutila
Chariesthes rutila là một loài bọ cánh cứng trong họ Cerambycidae.